# Barbican oreillard
Stactolaema leucotis
Espèce
Statut de conservation UICN

 LC  : Préoccupation mineure
Le Barbican oreillard (Stactolaema leucotis) est une espèce d'oiseaux de la famille des Lybiidae, dont l'aire de répartition s'étend sur le Kenya, la Tanzanie, le Malawi, le Zimbabwe, le Mozambique, le Swaziland et l'Afrique du Sud.

## Liste des sous-espèces
- Stactolaema leucotis kilimensis (Shelley, 1889)
- Stactolaema leucotis leucogrammica (Reichenow, 1915)
- Stactolaema leucotis leucotis (Sundevall, 1850)